# Élie Gateau
Élie Gateau (Albertville, 16 gennaio 1995) è un ex sciatore alpino francese.
1.68 cm per 62kg

## Biografia
Attivo in gare FIS dal novembre del 2010, Gateau ha esordito in Coppa Europa il 5 febbraio 2013 a Les Menuires in slalom gigante (48º) e in Coppa del Mondo il 12 dicembre 2015 a Val-d'Isère nella medesima specialità, senza completare la prova. Nel 2016 ha vinto la medaglia d'argento nello slalom gigante ai Mondiali juniores che si sono disputati a Soči/Roza Chutor.
Sempre in slalom gigante ha ottenuto il suo miglior risultato in Coppa Europa, il 10 gennaio 2017 a Davos (8º), ha disputato la sua ultima gara in Coppa del Mondo, il 29 gennaio 2017 a Garmisch-Partenkirchen (senza completarla, così come le altre tre gare nel massimo circuito internazionale cui ha preso parte) e la sua ultima gara in Coppa Europa, il 23 gennaio 2018 a Folgaria/Lavarone (anche in questo caso senza portarla a termine).
Si è ritirato al termine della stagione 2017-2018 e la sua ultima gara in carriera è stata lo slalom gigante dei Campionati francesi juniores disputato il 2 aprile a Sainte-Foy-Tarentaise e chiuso da Gateau al 29º posto; non ha partecipato a rassegne olimpiche o iridate.

## Palmarès

### Mondiali juniores
- 1 medaglia:
  - 1 argento (slalom gigante a Soči/Roza Chutor 2016)

### Coppa Europa
- Miglior piazzamento in classifica generale: 60º nel 2016